# 黎咀镇
黎咀镇，是中华人民共和国广东省河源市龙川县下辖的一个乡镇级行政单位。

## 行政区划
黎咀镇下辖以下地区：
黎咀社区、石东村、龙潭村、满村、珠头石村、魏洞村、蒲村、大地村、和围村、西园村、和畲村、虎口村、满东村、宜坑村、南坑村、联民村、夏径村、皮潭村和梅州村。